# Държавно устройство на Тайван
Република Китай (Тайван) е полупрезидентска република.

## Законодателна власт
Парламентът на Република Китай е еднокамарен, състои се от 113 депутати.